# Romorantin (Rebsorte)
Die Weißweinsorte Romorantin ist schon seit dem 16. Jahrhundert an der Loire bekannt. Im Jahr 1519 ließ François I. 80.000 Rebstöcke aus dem Burgund importieren und im heutigen Département Loir-et-Cher auf seinem Gut in Romorantin anpflanzen. Es wurde daher schon lange gemutmaßt, dass die Sorte Romorantin mit der Petit Dannezy identisch ist. Die Sorte ist nahezu ganz verschwunden, da sie sehr anfällig gegen die Rohfäule ist. Sie erbringt daher nur sehr schwankende Erträge.
Die Sorte wird heute nur noch in geringen Mengen an der Loire kultiviert. Für Weine aus Romorantin wurde im Jahre 1993 die eigene Appellation Cour-Cheverny innerhalb der Appellation Cheverny geschaffen. Hier befinden sich die zurzeit einzigen Bestände Frankreichs im Umfang von 90 Hektar Rebfläche.
Siehe auch den Artikel Weinbau in Frankreich sowie die Liste von Rebsorten.

## Herkunft
Aufgrund genetischer Untersuchungen im Jahr 1999 von 352 Rebsorten stellte sich heraus, dass die Sorten Aligoté, Aubin Vert, Auxerrois, Bachet Noir, Beaunoir, Chardonnay, Dameron, Franc Noir de la Haute Saône, Gamay Blanc Gloriod, Gamay, Knipperlé, Melon de Bourgogne, Peurion, Romorantin, Roublot und Sacy alle aus spontanen Kreuzungen zwischen Pinot und Gouais Blanc entstanden. Da die genetischen Unterschiede zwischen Pinot Blanc, Pinot Gris und Pinot Noir äußerst gering sind, liegt eine genaue Spezifizierung des Pinot-Typs noch nicht vor.
Der Erfolg dieser spontanen Kreuzung wird dadurch erklärt, dass die beiden Elternsorten genetisch gesehen grundverschieden sind. Während die Sorten der Pinot-Familie vermutlich aus dem Burgund stammen, wurde der Gouais Blanc von den Römern nach Frankreich gebracht. In den Rebgärten des Burgunds und der südlichen Champagne standen beide Sorten während einiger Jahrhunderte im Gemischten Satz.
Abstammung: Pinot x Gouais Blanc.

## Synonyme
Die Rebsorte Romorantin ist auch unter den Namen Blanc de Villefranche, Bury, Dameri, Daneri, Danesy, Dannery, Framboise (franz.: Himbeere), Gros Blanc de Ville-Franche, Gros Plant, Gros Plant de Villefranche, Lyonnaise Blanche, Maclon, Petit Dannezy, Petit Mâconnais, Plant de Brézé, Raisin de Grave, Ramorantin, Romoranten und Romorantin blanc bekannt.